# 전염성 연속종
전염성 연속종(Molluscum contagiosum, MC), 무사마귀는 살갗이나 가끔은 점막에 발생하는 바이러스성 감염이다. 몰루스쿰 콘타기오숨 바이러스(MCV)라는 DNA 폭스바이러스과에 의해 발병한다.
전염성 연속종은 돌출부가 사라질 때까지 연속성을 보인다. 치료를 받지 않으면 최대 4년까지 커질 수 있다.

## 같이 보기
- 기저세포암
- 사마귀 (피부병)